# Жоаким Шисано
Жоаким Алберто Шисано (порт. Joaquim Alberto Chissano; Малехике, 22. октобар 1939) је био мозамбички политичар и председник Мозамбика.

## Биографија
Рођен је 22. октобра у малом селу Малехике у мозамбичкој провинцији Газа. Био је први црни студент који је похађао једину средњу школу у колонији, Лицеј Салазар у граду Лоренчо Маркес (данас Мапуто). Након средње школе отишао је у Португалију, где је уписао медицину.
Због политичке актвности је побегао у Танзанију и придружио се борцима за независност Мозамбика, покрету ФРЕЛИМО. Био је познат као умерени преговарач који је настојао да помири радикалне и реформистичке марксисте унутар ФРЕЛИМО-а. Борбу за независнст крају је привела Каранфилска револуција у Португалији. Чисану је тада додељен чин генерал-мајора.
У првој влади незавинсог Мозамбика 1975. године, постао је министар спољних послова. На тој се функцији налазио наредних 11 година, све док председник Самора Машел није погинуо у паду авиона. Нкон тога је Шисано постао нови председник Мозамбика. Победио је на вишепартијским изборима 1994. године и поново 1999. године.
Био је председник Афричке уније од јула 2003. године до јула 2004. године.
Није се кандидовао за председника на изборима 2004. године, иако му је устав то допуштао. На месту поредседника наследио га је Арманду Гебуза. Уред председника напустио је по завршетку мандата у фебруару 2005. године.
После тога је деловао у Уједињеним нацијама. Кофи Анан га је 2006. године именовао специјалним изаслаником секретара УН-а у северној Уганди и Јужном Судану како би учествовао у решавању конфликта. Сарађивао је и са осталим УН-овим секцијама као и са Међународним кривичним судом.
Неко је време практиковао трансцеденталну медитацију, упркос томе што се изјаснио као римокатолик.